# Orlando Eye
Pour les articles homonymes, voir Eye.
The Wheel at ICON Park Orlando est une grande roue s'élevant à 122 mètres située dans la ville d'Orlando, en Floride aux États-Unis. Elle a accueilli ses premiers passagers le 29 avril 2015[réf. nécessaire]. Elle est située sur International Drive, la rue la plus touristique d'Orlando, équivalent du Strip à Las Vegas. 
Le 3 Juillet 2015, 66 personnes sont restées bloquées pendant près de 4 heures après un arrêt de la roue et les pompiers ont du intervenir pour les libérer. 
Changement de nom
La grande roue a changé de nom plusieurs fois: 
- The Eye à l'origine,
- en Juillet 2016, elle est devenue Coca-Cola Orlando Eye[3]
- en mars 2018 : ICON Orlando[4]
- en Avril 2019 : The Wheel at ICON Park Orlando